# Landschaftsschutzgebiet Steinbruch Menkhauser Berg

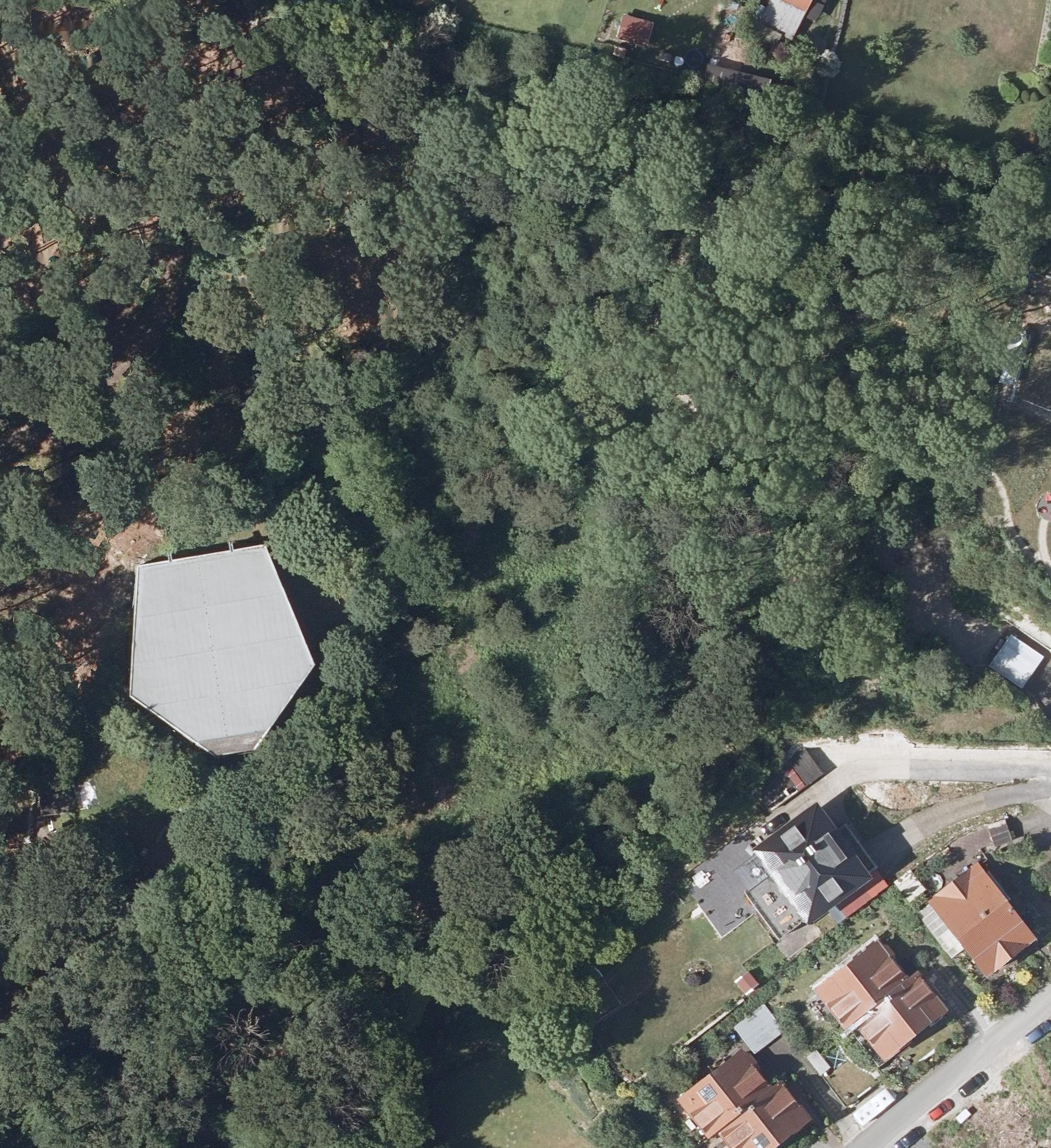
Luftbild des Gebiets, links ein Wasserwerk

Das Landschaftsschutzgebiet Steinbruch Menkhauser Berg mit etwa 1,29 ha Flächengröße liegt im Stadtgebiet von Oerlinghausen. Es wurde 2006 mit dem Landschaftsplan  Nr. 14 Teutoburger Wald durch den Kreistag des Kreises Lippe als Landschaftsschutzgebiet (LSG) ausgewiesen.

## Beschreibung
Das Landschaftsschutzgebiet grenzt östlich und südlich direkt an die Bebauung von Oerlinghausen, sonst grenzt Wald an. Im Wald befindet sich westlich ein Wasserwerk, kurz hinter der LSG-Grenze. Das LSG umfasst einen aufgelassenen Kalksteinbruch. Der Steinbruch ist im Zuge der Sukzession mit Gehölzen der Buchenwaldmantel-Gesellschaften zugewachsen. Ein weiterer angrenzender Kalksteinbruch gehört nur teilweise zu Landschaftsschutzgebiet Steinbruch Menkhauser Berg, da der andere Teil außerhalb des Geltungsbereiches des Landschaftsplans Teutoburger Wald liegt.
Zum Wert des Schutzgebietes führt der Landschaftsplan aus: „Das Gelände ist nahezu unzugänglich, so dass dem Bereich als Lebensraum insbesondere für Insekten und Vogelarten eine große Bedeutung zukommt.“

## Schutzzwecke für das LSG
Laut Landschaftsplan erfolgte die Ausweisung des LSG:
- „zur Erhaltung und Wiederherstellung der Leistungsfähigkeit des Naturhaushaltes in ökologisch besonders wertvoll strukturierten Bereichen mit Wasser-, Klima- und Biotopschutzfunktionen,“
- „zur Erhaltung und Wiederherstellung von Quellbereichen und naturnahen Fließgewässern, Wald- und Grünlandbereichen unterschiedlicher Feuchtestufen, Feldgehölzen, Hecken und Obstwiesen,“
- „zur Erhaltung morphologisch ausgeprägter Bereiche zur Sicherung der landschaftlichen Eigenart und Vielfalt für die Erholung,“
- „zur Erhaltung wertvoller Biotopkomplexe aus Wald-Grünlandbereichen, Fließgewässern und Quellen sowie Biotopen nach § 62 LG mit wichtigen Refugial-, Puffer-, Trittstein- und Vernetzungsfunktionen,“
- „zur Erhaltung und Wiederherstellung wichtiger Rückzugsräume für die bedrohte Tier- und Pflanzenwelt,“
- „zur Sicherung der das Orts- und Landschaftsbild gliedernden und belebenden und die dörflichen Siedlungsstrukturen prägenden Freiraumelemente.“[1]

## Rechtliche Vorschriften
Im Landschaftsschutzgebiet ist unter anderem das Errichten bzw. Anlegen von Bauten und Fischteichen verboten. Grün- und Brachland darf nicht in eine andere Nutzungsart umgewandelt oder umgebrochen werden. Es ist ferner verboten Hunde frei laufen zu lassen. Vom Verbot ist Hundeeinsatz bei der ordnungsgemäßen Jagd, auf Hof- und Gartenbereichen und der Einsatz von Hütehunden ausgenommen.